# Strada europea E22
La E22 è una strada europea che collega Holyhead a Išim. Come si evince dalla numerazione, si tratta di una strada intermedia con direzione ovest-est.

## Percorso
La E22 è definita con i seguenti capisaldi di itinerario: "Holyhead - Chester - Warrington - Manchester - Leeds - Doncaster - Immingham ... Amsterdam - Groninga - Oldenburg - Brema - Amburgo - Lubecca - Rostock - Stralsund - Sassnitz ... Trelleborg - Malmö - Kalmar - Norrköping ... Ventspils - Riga - Rēzekne - Velikie Luki - Mosca - Vladimir - Nižnij Novgorod - Kazan' - Elabuga - Perm' - Ekaterinburg - Tjumen' - Išim".